# Kiss (film)
Kiss is een geluidloze film van Andy Warhol uit 1963. De film is opgenomen in zwart-wit op 16 mm.
De film is opgebouwd uit een serie opnamen van kussende paren (zowel hetero- als homoseksueel) in close-ups die ieder zo'n drie minuten duren. De totale lengte van de montage is 55 minuten.
De met naam en toenaam genoemde personen die in de film figureren, zijn: Rufus Collins, Johnny Dodd, Fred Herko, Mark Lancaster, Naomi Levine, Gerard Malanga en Ed Sanders.
De stomme films van Warhol uit de jaren zestig werden opgenomen met 24 beeldjes per seconde en geprojecteerd met 16 beeldjes per seconde, zodat het publiek sterk vertraagde slowmotionbeelden te zien kreeg.
Andy Warhol werkte tot in 1964 aan opnamen binnen zijn serie Kiss-films. De eerste takes werden al in 1963 vertoond in het Grammercy Arts Theater onder de titel The Andy Warhol Serial.
Volgens een van Warhols latere assistenten, Bob Colacello, was het idee voor de serie ontstaan als een reactie op een oude Amerikaanse vuistregel dat de lippen van filmacteurs niet langer dan drie seconden met elkaar in contact mochten zijn.